# تنگه ججو
تنگه ججو (انگلیسی: Jeju Strait) یک تنگه (دریا) در شبه‌جزیره کره بین استان جئولانام-دو و ججودو در استان ججو. این تنگه همچنین مرز بین دریای ژاپن (دریای شرق) و دریای زرد (دریای غرب) است.